# Al-Uqlidissí
Al-Uqlidissí (àrab: أبو الحسن أحمد بن ابراهيم الإقليدسي)  (Damasc, c. 920 - Damasc, c. 980), de nom complet Abū l-Ḥassan Aḥmad b. Ibrāhīm al-Uqlīdisī, va ser un matemàtic àrab del segle x.

## Vida i obra
No es coneix res de la seva vida ni se'n tenen referències directes o indirectes. Se sap de la seva existència per un manuscrit, conservat a la mesquita Yeni d'Istanbul. El manuscrit és del segle xii, però en la seva capçalera apareix el nom complet de l'autor i diu que va ser escrit a Damasc entre els anys 952 i 953. L'autor també afirma a la introducció que va viatjar per molts llocs i en tots ells va aprendre dels matemàtics locals i va llegir tots els llibres d'aritmètica índia. L'ism mànsab Al-Uqlidissí (l'Euclidià) s'aplicava als noms de les persones que escrivien còpies dels Elements d'Euclides; per tant, és probable que aquest fos el seu ofici.
Aquest manuscrit és el més important del centenar llarg d'aritmètiques àrabs que es conserven d'aquesta època. Porta per títol: Kitab al-fusul fi al-hisab al-Hindi (Llibre de les seccions de l'aritmètica índia) i és l'exemplar més antic de què es disposa en el qual es mostren les fraccions decimals amb nombres aràbics (que en realitat són indis) i la forma de realitzar les operacions aritmètiques amb aquest sistema de numeració. El llibre té quatre parts:
- En la primera[5] descriu els numerals indis i el sistema de valoració segons el lloc, després explica com fer les operacions aritmètiques elementals: addició, subtracció, multiplicació… És aquí, en ensenyar la divisió,[6] quan mostra que, en dividir, poden aparèixer nombres més petits que la unitat i proposa fer servir la coma per expressar les dècimes, centèsimes, etc.
- A la segona part[7] recull una sèrie de tècniques utilitzades pels matemàtics àrabs i les converteix al sistema indi.
- La tercera part[8] és una sèrie de problemes estàndard que es plantejaven als estudiants de l'època.
- La quarta part[9] és, segons Katz,[10] la més interessant perquè ensenya com fer les operacions amb llapis i paper, sense haver de fer servir les pissarres que s'havien d'esborrar contínuament.

El text del manuscrit ha estat traduït, comentat i editat per A. S. Saidan:
Alguns autors li atribueixen un altre tractat amb el títol de Kitab al-hajari fi al-hisab datat el 960, però podria tractar-se d'un resum de l'anterior.